# Саррі (Північна Дакота)
Саррі (англ. Surrey) — місто (англ. city) в США, в окрузі Ворд штату Північна Дакота. Населення — 1357 осіб (2020).

## Географія
Саррі розташоване за координатами 48°14′10″ пн. ш. 101°7′59″ зх. д. / 48.23611° пн. ш. 101.13306° зх. д. (48.236009, -101.133008).  За даними Бюро перепису населення США в 2010 році місто мало площу 2,55 км², з яких 2,53 км² — суходіл та 0,02 км² — водойми. В 2017 році площа становила 5,50 км², з яких 5,48 км² — суходіл та 0,02 км² — водойми.

## Демографія
Згідно з переписом 2010 року, у місті мешкали 934 особи в 334 домогосподарствах у складі 264 родин. Густота населення становила 366 осіб/км².  Було 335 помешкань (131/км²).
Расовий склад населення:
| - 95,3 % — білих - 1,3 % — корінних американців - 0,6 % — чорних або афроамериканців - 0,3 % — азіатів - 0,2 % — вихідців з тихоокеанських островів |

До двох чи більше рас належало 2,0 %. Частка іспаномовних становила 1,4 % від усіх жителів.
За віковим діапазоном населення розподілялося таким чином: 28,2 % — особи молодші 18 років, 64,0 % — особи у віці 18—64 років, 7,8 % — особи у віці 65 років та старші. Медіана віку мешканця становила 32,5 року. На 100 осіб жіночої статі у місті припадало 104,8 чоловіків;  на 100 жінок у віці від 18 років та старших — 101,5 чоловіків також старших 18 років.
Середній дохід на одне домашнє господарство  становив 90 665 доларів США (медіана — 82 500), а середній дохід на одну сім'ю — 89 133 долари (медіана — 83 077). Медіана доходів становила 52 750 доларів для чоловіків та 33 462 долари для жінок. 
Цивільне працевлаштоване населення становило 691 особа. Основні галузі зайнятості: освіта, охорона здоров'я та соціальна допомога — 17,4 %, роздрібна торгівля — 16,6 %, сільське господарство, лісництво, риболовля — 12,0 %, мистецтво, розваги та відпочинок — 11,7 %.